# Antonio Tagliani
Antonio Tagliani (* 12. April 1941 in Campagnola di Bedizzole, Italien) ist ein ehemaliger italienischer Radrennfahrer.

## Sportliche Laufbahn
Als 19-Jähriger bekam Tagliani seine erste internationale Chance, als er 1960 bei der West-Berliner 4-Etappenfahrt startete.
Die kurze Karriere von Antonio Tagliani hatte 1962 ihren Höhepunkt, als er mit dem italienischen Vierer das Mannschaftszeitfahren der Amateure bei den Straßen-Radweltmeisterschaften 1962 auf heimischem Boden in Brescia gewann. 1963 nominierte ihn der italienische Radsportverband für das Drei-Länder-Etappenrennen Internationale Friedensfahrt, das von Prag über Warschau nach Ost-Berlin führte. Dort gewann er im Spurt die zweite Etappe von Prag nach Brno über 220 Kilometer. Diesen Erfolg konnte er auf der 188 Kilometer langen Schlussetappe von Magdeburg nach Ost-Berlin wiederholen. Bei der Massenankunft war er erneut der schnellste Spurter. Im Gesamtklassement kam Tagliani unter 88 gewerteten Fahrern auf den 53. Platz und wurde damit nur Fünftbester von sechs beteiligten Italienern. Bei der Weltmeisterschaft im 100-km-Mannschaftsfahren wurde er mit der „Squadra Azzurra“ im selben Jahr Silbermedaillen-Gewinner.
Danach erhielt er für 1964/65 einen Zweijahresvertrag beim italienischen Radsportteam Bianchi-Mobylette als Berufsfahrer, konnte sich jedoch lediglich einmal als Etappendritter bei der Vuelta a España 1965 vorne platzieren. Im Folgejahr fuhr er noch als Einzelteilnehmer ohne Mannschaft bei den Profis und beendete nach der Radsaison 1966 erst 25-jährig, ohne einen Sieg erreicht zu haben, seine Laufbahn.